# Galeria 291
La Galeria d'Art 291 o Galeria 291 fou una galeria d'art situada al número 291 de la cinquena avinguda de Nova York. Va ser creada i gestionada per Alfred Stieglitz i s'hi realitzà les exposicions més importants del moviment fotogràfic denominat Photo-Secession. La galeria estigué en funcionament entre el 1905 i el 1917.

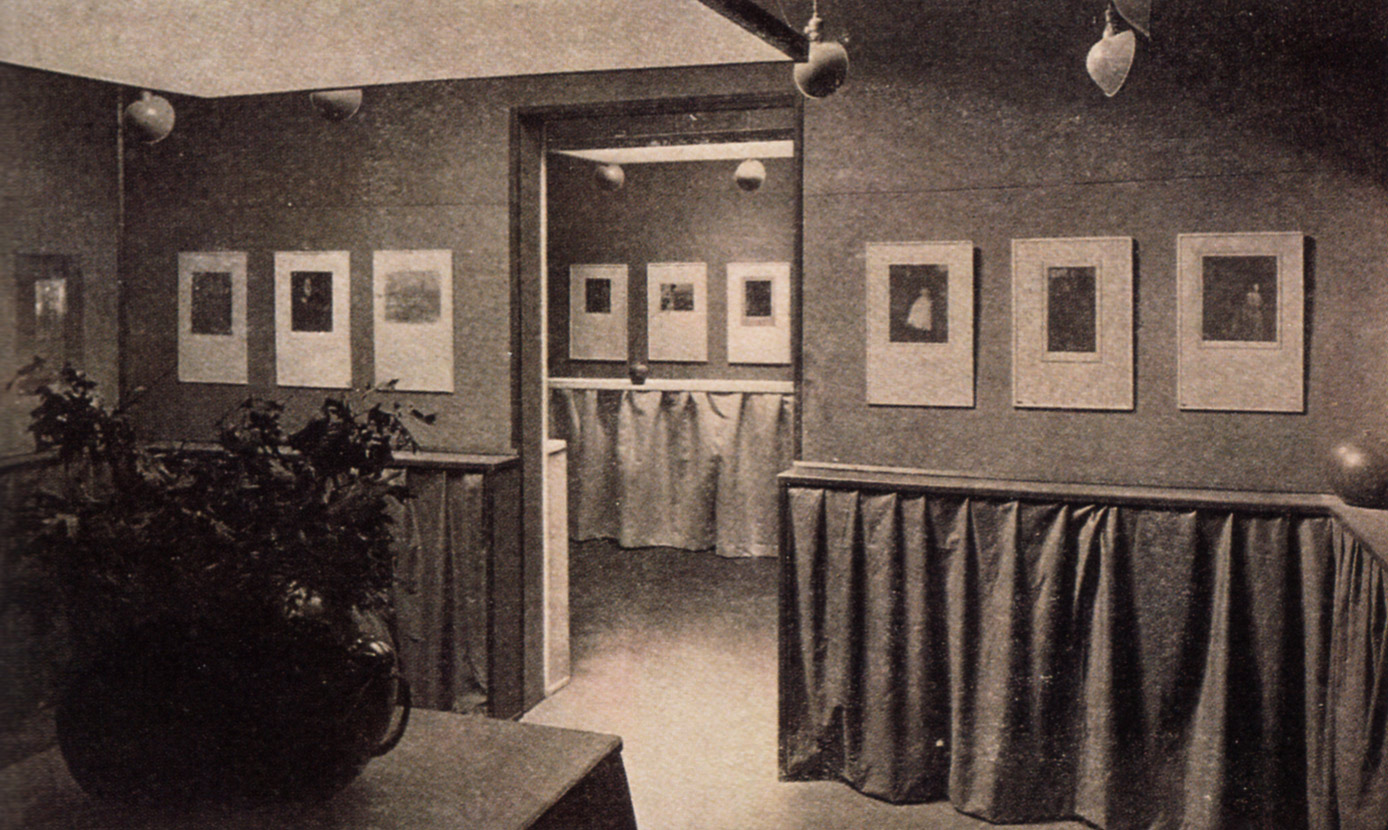
Exposició de Kaseiber i White el 1906.

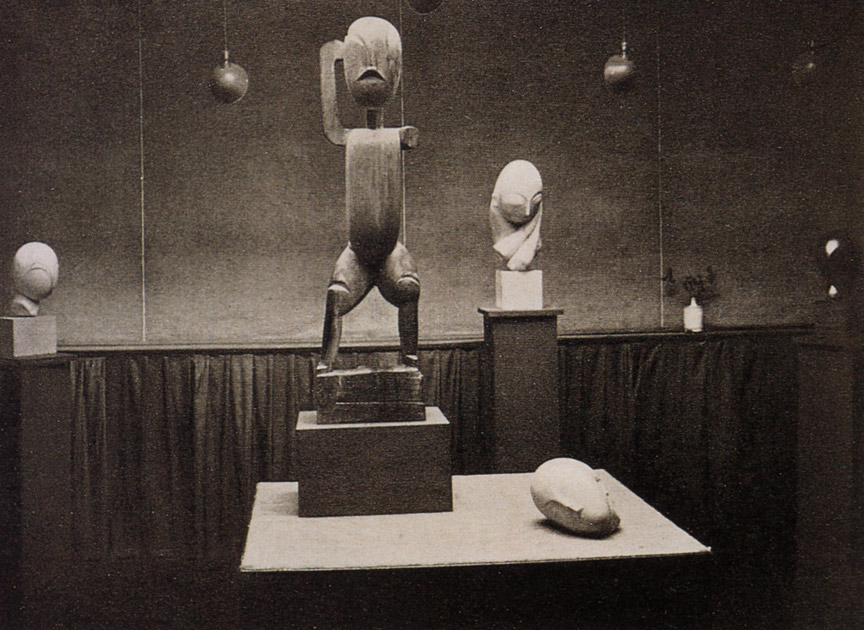
Exposició de Brancusi el 1914.

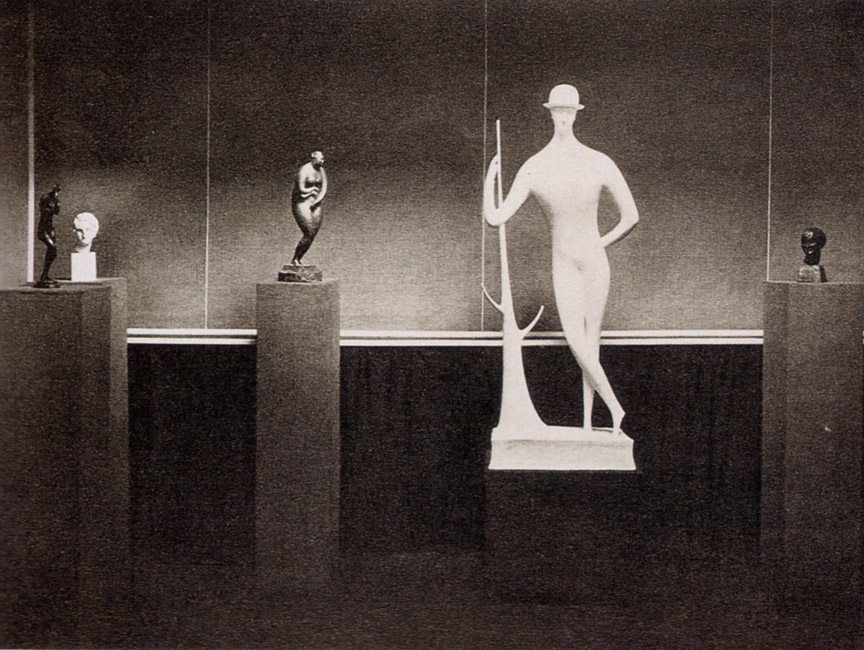
Exposició d'Elie Nadelman el 1915.

És considerada la primera galeria d'art que tractà com a art la fotografia i és la primera que es va obrir als Estats Units. Van exposar-hi artistes d'avantguarda com Henri Matisse, Auguste Rodin, Henri Rousseau, Paul Cézanne, Pablo Picasso, Constantin Brancusi, Francis Picabia i Marcel Duchamp i entre els fotògrafs hi trobem Edward Steichen, Alvin Langdon Coburn, Gertrude Kasebier i Clarence H. White.
La galeria va obrir les portes el 24 de novembre del 1905 amb el nom de Little Galleries of the Photo-Secession (Petites galeries de la Foto-Secessió) com un lloc de trobada d'aquest moviment fotogràfic i una exposició d'un centenar de fotografies fetes pels components del grup. Al gener del 1906 va realitzar una exposició de fotògrafs francesos entre els quals hi havia Robert Demachy, Constant Puyo i René Li Bégue on s'hi mostrà imatges obtingudes mitjançant el procediment de la goma bicromatada. La direcció artística la compartien Stieglitz i Steichen i aquestes primeres exposicions es podien enquadrar en el moviment del pictorialisme, però quan Steichen es va traslladar a París, Stieglitz va començar a realitzar exposicions no fotogràfiques i al gener del 1907 va fer una exposició de dibuixos de Pamela Coleman Smith, pert tant començà a exposar art modern en general. El 1908 va obrir les portes amb una exposició de dibuixos i aquarel·les d'Auguste Rodin que era una primícia mundial.
A partir d'aquest any començà a ser coneguda com la 291, ja que Stieglitz li canvià el nom en haver d'afrontar un lloguer major. Aquest mateix any tornà Steichen i portà noves fotografies per exposar i els contactes perquè exposessin pintors com Henri Matisse. Entre el 1908 i el 1913 la galeria va aconseguir la seva major rellevància a la ciutat de Nova York, però amb motiu de la situació que originaria la primera guerra mundial va perdre impuls fins a tancar el juny del 1917, dos mesos després que els Estats Units van declarar la guerra a Alemanya. Entre el 1915 i el 1916 va editar una revista anomenada 291 de la qual només se'n van arribar a fer dotze números.
Durant els anys en què va estar oberta va oferir una sèrie d'exposicions i actes especialment significats, entre els quals es poden assenyalar:
- 1907: La primera exposició als Estats Units de fotografies realitzades mitjançant autocrom.
- 1908: La primera exposició de dibuixos i aquarel·les realitzada per Auguste Rodin.
- 1908: La primera exposició realitzada als Estats Units de l'obra de Henri Matisse.
- 1910: La primera exposició de tres litografies realitzades per Paul Cézanne.
- 1911: La primera exposició personal als Estats Units de Cézanne.
- 1911: La primera exposició personal als Estats Units de Pablo Picasso.
- 1912: La primera exposició de l'obra escultòrica de Matisse.